# Ciclismo ai Giochi della XXVII Olimpiade - Corsa in linea femminile
La corsa in linea femminile dei Giochi della XXVII Olimpiade si è svolta il 26 settembre 2000 su un percorso di 119.7 km con partenza e arrivo a Sydney. Alla gara hanno preso parte 57 atlete e l'oro è stato conquistato dall'olandese Leontien van Moorsel, l'argento dalla tedesca Hanka Kupfernagel, mentre il bronzo dalla lituana Diana Žiliūtė.

## Programma
| Data                       | Ora   | Turno  |
| -------------------------- | ----- | ------ |
| Giovedì, 25 settembre 2000 | 10:00 | Finale |

## Ordine d'arrivo
| Pos. | Ciclista                    | Nazione       | Tempo    |   |
| ---- | --------------------------- | ------------- | -------- | - |
|      | Leontien van Moorsel        | Paesi Bassi   | 3h06'31" |   |
|      | Hanka Kupfernagel           | Germania      | s.t.     |   |
|      | Diana Žiliūtė               | Lituania      | s.t.     |   |
| 4    | Anna Willson                | Australia     | s.t.     |   |
| 5    | Svetlana Bubnenkova         | Russia        | s.t.     |   |
| 6    | Magali Le Floc'h            | Francia       | s.t.     |   |
| 7    | Zul'fija Zabirova           | Russia        | s.t.     |   |
| 8    | Heide van de Vijver         | Belgio        | s.t.     |   |
| 9    | Yvonne Schnorf              | Svizzera      | s.t.     |   |
| 10   | Sara Symington              | Gran Bretagna | s.t.     |   |
| 11   | Genevieve Jeanson           | Canada        | s.t.     |   |
| 12   | Mirjam Melchers             | Paesi Bassi   | s.t.     |   |
| 13   | Rasa Polikevičiūtė          | Lituania      | s.t.     |   |
| 14   | Joane Somarriba Arrola      | Spagna        | s.t.     |   |
| 15   | Alessandra Cappellotto      | Italia        | s.t.     |   |
| 16   | Nicole Brändli              | Svizzera      | s.t.     |   |
| 17   | Tetyana Styazhkina          | Ucraina       | s.t.     |   |
| 18   | Jacinta Coleman             | Nuova Zelanda | s.t.     |   |
| 19   | Oksana Saprykina            | Ucraina       | s.t.     |   |
| 20   | Cindy Pieters               | Belgio        | s.t.     |   |
| 21   | Pia Sundstedt               | Finlandia     | s.t.     |   |
| 22   | Lyne Bessette               | Canada        | s.t.     |   |
| 23   | Tracey Gaudry               | Australia     | s.t.     |   |
| 24   | Yvonne McGregor             | Gran Bretagna | s.t.     |   |
| 25   | Edita Pučinskaitė           | Lituania      | a 6"     |   |
| 26   | Jeannie Longo-Ciprelli      | Francia       | s.t.     |   |
| 27   | Ceris Gilfillan             | Gran Bretagna | s.t.     |   |
| 28   | Juanita Feldhahn            | Australia     | s.t.     |   |
| 29   | Monica Valen                | Norvegia      | a 1'31"  |   |
| 30   | Petra Rossner               | Germania      | a 2'46"  |   |
| 31   | Valeria Cappellotto         | Italia        | s.t.     |   |
| 32   | Priska Doppmann             | Svizzera      | a 3'46"  |   |
| 33   | Valentyna Karpenko          | Ucraina       | a 4'02"  |   |
| 34   | Fatima Blazquez Lozano      | Spagna        | s.t.     |   |
| 35   | Ingunn Bollerud             | Norvegia      | s.t.     |   |
| 36   | Roz Reekie-May              | Nuova Zelanda | a 4'03"  |   |
| 37   | Chantal Beltman             | Paesi Bassi   | s.t.     |   |
| 38   | Solrun Flatås               | Norvegia      | a 4'33"  |   |
| 39   | Catherine Marsal            | Francia       | s.t.     |   |
| 40   | Vanja Vonckx                | Belgio        | a 6'09"  |   |
| 41   | Miho Oki                    | Giappone      | s.t.     |   |
| 42   | Olga Slioussareva           | Russia        | a 6'56"  |   |
| 43   | Clara Hughes                | Canada        | a 10'18" |   |
| 44   | Cláudia Carceroni-Saintagne | Brasile       | a 17"48  |   |
| 45   | Chen Chiung-Yi              | Taipei cinese | a 21'29" |   |
| 46   | Dania Perez                 | Cuba          | a 21'57" |   |
| 47   | Nicole Freedman             | Stati Uniti   | s.t.     |   |
| 48   | Maria Cagigas               | Spagna        | a 21'58" |   |
| 49   | Janildas Silva              | Brasile       | a 28'41" |   |
| DNF  | Yoanka González             | Cuba          | -        | - |
| DNF  | Ina-Yoko Teutenberg         | Germania      | -        | - |
| DNF  | Deirdre Murphy              | Irlanda       | -        | - |
| DNF  | Roberta Bonanomi            | Italia        | -        | - |
| DNF  | Susy Pryde                  | Nuova Zelanda | -        | - |
| DNF  | Bianca Jane Netzler         | Samoa         | -        | - |
| DNF  | Mari Holden                 | Stati Uniti   | -        | - |
| DNF  | Karen Kurreck               | Stati Uniti   | -        | - |